# Alma (Scop)
Pour les articles homonymes, voir Alma.
Alma est un groupe français d'édition de logiciels et de services du numérique fondé en 1979 à Saint-Martin-d’Hères, en Isère. Alma compte des filiales en Europe, aux Etats-Unis, au Brésil, en Chine et à Singapour. La société mère (Alma Scop) est une Société coopérative et participative.

## Histoire
L'entreprise est créée sous statut de société coopérative et participative en 1979 par des ingénieurs et chercheurs en mathématiques de l'Université de Grenoble qui souhaitent « valoriser leurs recherches dans un cadre respectueux des personnes et avec une attention portée à la répartition de la valeur »,.
Alma se développe dans plusieurs secteurs de l’informatique en combinant croissance organique et croissance externe. L'entreprise rachète la société Aleph Technologies en 1997, la société Sapex en 2002 et la société Sysaware en 2004. En 2014, Alma reprend la société Accoss et en 2016 l'éditeur de logiciel lyonnais Coachis Santé. En 2017, Alma rachète l’éditeur de logiciels de CFAO allemand Asco Data, et en 2021 l'éditeur de logiciels Agilium. 

## Implantations
Outre son siège à Saint-Martin-d'Hères, l'entreprise compte des agences à Lyon, Paris, Tarbes et Nantes, et des filiales en Italie, en Allemagne, en Espagne, aux États-Unis, au Brésil, en Chine et à Singapour,.

## Prestations et produits
Alma est un éditeur de logiciels métier et une entreprise de services du numérique qui intervient dans plusieurs domaines :
- l’édition de logiciels industriels d’optimisation et de conception et fabrication assistées par ordinateur (CFAO) pour le pilotage de machines de découpe, la tôlerie et le soudage robotisé ;
- l’édition de logiciels pour la pharmacie hospitalière et officinale, destinés à sécuriser le circuit des préparations pharmaceutiques ;
- l’édition de logiciels de Business Process Management et le développement d’applications collaboratives et de digitalisation de processus métier ;
- la gestion d’infrastructures et l’intégration de solutions de sécurité informatique.

## Organisation coopérative
Alma est détenu à 95 % par ses salariés, sociétaires de la Scop. De ce fait, le taux de sociétariat chez Alma était de 86 % à fin 2024. Ces salariés sociétaires élisent en assemblée générale les onze administrateurs qui constituent le conseil d'administration de la société. Ce dernier nomme le ou la Président·e.
En 2022, l'entreprise redistribue 67 % de ses bénéfices à ses salariés.
Alma adopte une organisation décentralisée basée sur des équipes dotées d’une certaine autonomie quant à leur stratégie et leur gestion courante. Un des objectifs de cette organisation est de faciliter la cohésion des équipes et la prise de décision collective[réf. nécessaire].
En s’appuyant sur les critères environnementaux, sociaux et de gouvernance (ESG), Alma met en place des indicateurs de performance extra-financiers structurés en quatre catégories : la gouvernance démocratique ; l’épanouissement et émancipation des salariés ; la répartition de la valeur créée et pérennité de l’entreprise ; la contribution citoyenne, sociale et environnementale. Chaque année, l’entreprise met à jour et publie ses indicateurs[réf. nécessaire].